# Ханьшуй

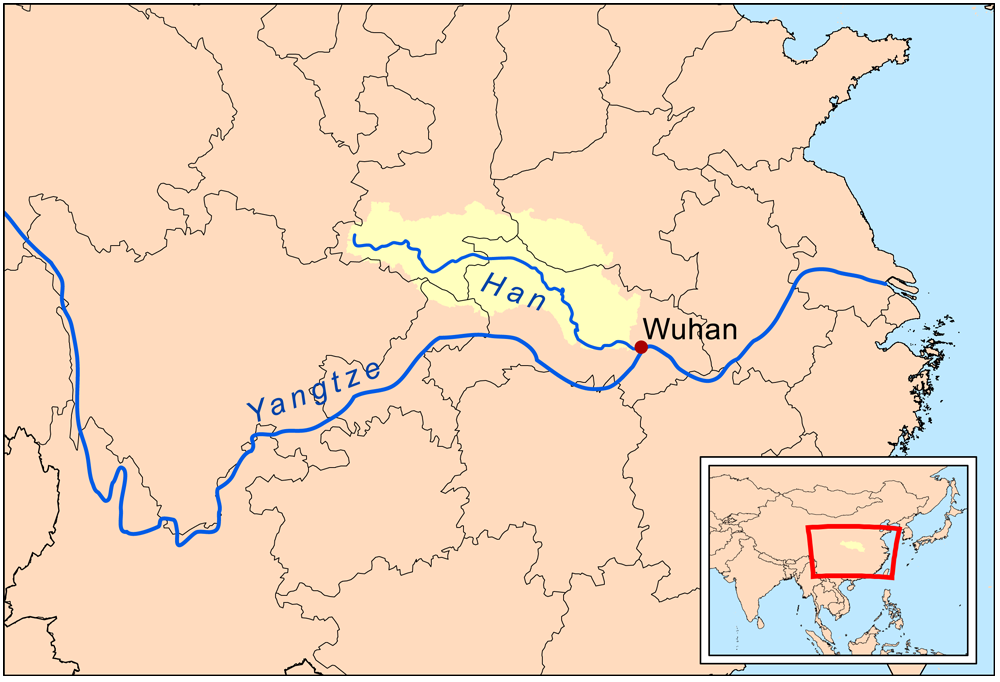

Ханьшуй (кит. упр. 汉水, пиньинь Hànshǔi), или Ханьцзян (кит. трад. 漢江, упр. 汉江, пиньинь Hànjiāng), Мяньшуй (кит. 沔水, пиньинь Miǎnshǔi) — река в Китае, левый приток реки Янцзы. Длина 1532 км, площадь бассейна — около 175 тыс. км². Исток и верховья реки расположены к югу от хребта Циньлин в провинции Шэньси. На равнину Ханьшуй выходит около города Гуанхуа, до которого от Янцзы осуществляется судоходство.
Питание реки дождевое, летом — высокая вода, зимой — низкая. Средний расход воды составляет около 2000 м³/с. На месте слияния с Янцзы расположен крупный город Ухань (столица провинции Хубэй).
Исторически Ханьшуй был важной транспортной артерией, соединявшей северо-западный Китай (Шэньси) с долиной Янцзы.
В марте 2008 года в верховьях реки Ханьшуй из-за сброса в воду промышленных отходов произошла экологическая катастрофа, лишившая 100 тыс. человек доступа к питьевой воде.